# Сиссе, Иссьяка
Issiaka Cissé (фр. Иссьяка Сиссе, род. 20 сентября 1991, Урагахио, Го-Джибуа) — ивуарийский шоссейный велогонщик.

## Карьера
В 2010 году стал чемпионом Кот-д'Ивуара. В 2012 году он присоединился к команде World Cycling Centre. В том же году он принял участвовал в индивидуальной гонке на чемпионате мира в категории U23.
В 2013 году он занял седьмое место на Тропикале Амисса Бонго. В составе World Cycling Center участвовал на Тур де л'Авенир. В сентября на Играх Франкофонии занял 11-е место в групповой гонке, став лучшим африканцем.. Также в этом же году он выиграл этапы на Гран-при Шанталь Бийя и Туре дю Фасо 
, генеральную классификацию Тура Кот-д’Ивуара в и несколько этапов на нём. В 2014 году он выиграл 11-й этап на Туре Мадагаскара.
В 2015 году он занял пятое место в Туре Камеруна, на Туре де л'эст интернациональ одержал общую победу и выиграл четыре этапа. Также занял двенадцатое место на Туре Кот д'Ивуар в начале октября. В конце года он подписал контракт на 2016 год с командой SC Nice Jollywear..
В 2018 году снова принял участвует в Туре Камеруна на котором выиграл только шестой этап и занял пятое место в генеральной классификации. После чего в составе команды Team Cycliste Azuréen сначала финишировал на подиуме на Tour de la CABA и на Grand Prix de Pégomas (4-е место), затем занял восьмое место на Tour de Mareuil-Verteillac-Ribérac. Также летом он финишировал вторым на Grand Prix de Charvieu-Chavagneux, уступив в спринте британскому гонщику Гарри Хэндкаслу..
Несколько раз принимал участие в Африканских играх и чемпионате Африки. В 2020 году снова стал чемпионом Кот-д'Ивуара. 

## Достижения
2010
 Чемпион Кот-д'Ивуара — групповая гонка
6b-й этап на Тур Того
2012
2-й этап Тур Камеруна
Тур де л'эст интернациональ
1-й в генеральной классификации
3-й (ITT) и 7-й этапы
9-й на Чемпионат Африки — групповая гонка
2013
Тур Кот-д’Ивуара
1-й в генеральной классификации
1-й, 6-й (ITT) и 7-й этапы
Тур дю Фасо
2-й в генеральной классификации
3-й этап
3-й и 4-й этапы на Гран-при Шанталь Бийя
9-й на Чемпионат Африки — групповая гонка
2014
3-й на Чемпионат Кот-д'Ивуара — групповая гонка
72 heures du Sud
1-й в генеральной классификации
1-й и 2-й этап
2-й этап на Тур Того
Тур Кот-д’Ивуара
1-й в генеральной классификации
1-й, 2-й, 5-й (ITT) и 7-й этапы
Тур Мадагаскара
1-й в генеральной классификации
4-й этап
2015
Тур де л'эст интернациональ
1-й в генеральной классификации
1-й, 2-й, 8-й и 9-й этапы
2016
Тур независимости Кот-д'Ивуара
1-й в генеральной классификации
1-й этап
Тур Кот-д’Ивуара
3-й в генеральной классификации
5-й (ITT) этап
2017
1-й этап на Тур Камеруна
Тур Того
1-й в генеральной классификации
1-й этап
Grand Prix de Nice
Défi de Nore
3-й на Boucles du Tarn et du Sidobre
2018
6-й этап на Тур Камеруна
Тур Кот-д’Ивуара
1-й в генеральной классификации
3-й, 4-й (ITT) и 5-й этапы
Гран-при Шанталь Бийя
3-й в генеральной классификации
3-й этап
2-й на Grand Prix de Charvieu-Chavagneux
3-й на Route d'or du Poitou
2019
Тур Камеруна
2-й в генеральной классификации
3-й этап на
Grand Prix de Bras
2020
 Чемпион Кот-д'Ивуара — групповая гонка
2021
4-й этап на Тур Того
 Чемпион Кот-д'Ивуара — групповая гонка

## Рейтинги
| Год                 | 2012   | 2013 | 2014 | 2015  | 2016  | 2017   | 2018  | 2019   | 2020   | 2021 | 2022   | 2023 | 2024  |
| ------------------- | ------ | ---- | ---- | ----- | ----- | ------ | ----- | ------ | ------ | ---- | ------ | ---- | ----- |
| Мировой рейтинг UCI |        |      |      |       | 828-й | 1336-й | 642-й | 1183-й | 1902-й | -    | 1749-й | -    | 856-й |
| Европейский тур UCI | 1141-й | -    | -    | -     | -     | -      | -     |        |        |      |        |      |       |
| Африканский тур UCI | 77-й   | 44-й | 25-й | 103-й | 37-й  | 67-й   | 14-й  | 63-й   | 79-й   | -    | 100-й  | -    | 53-й  |
|                     |        |      |      |       |       |        |       |        |        |      |        |      |       |
| Источник: UCI       |        |      |      |       |       |        |       |        |        |      |        |      |       |